# Chirita reptans
Chirita reptans är en tvåhjärtbladig växtart som beskrevs av Brian Laurence Burtt och Gopinath Panigrahi. Chirita reptans ingår i släktet Chirita och familjen Gesneriaceae. Inga underarter finns listade i Catalogue of Life.